# Szélrózsa
A szó egyéb jelentéseit lásd itt: Szélrózsa (egyértelműsítő lap).

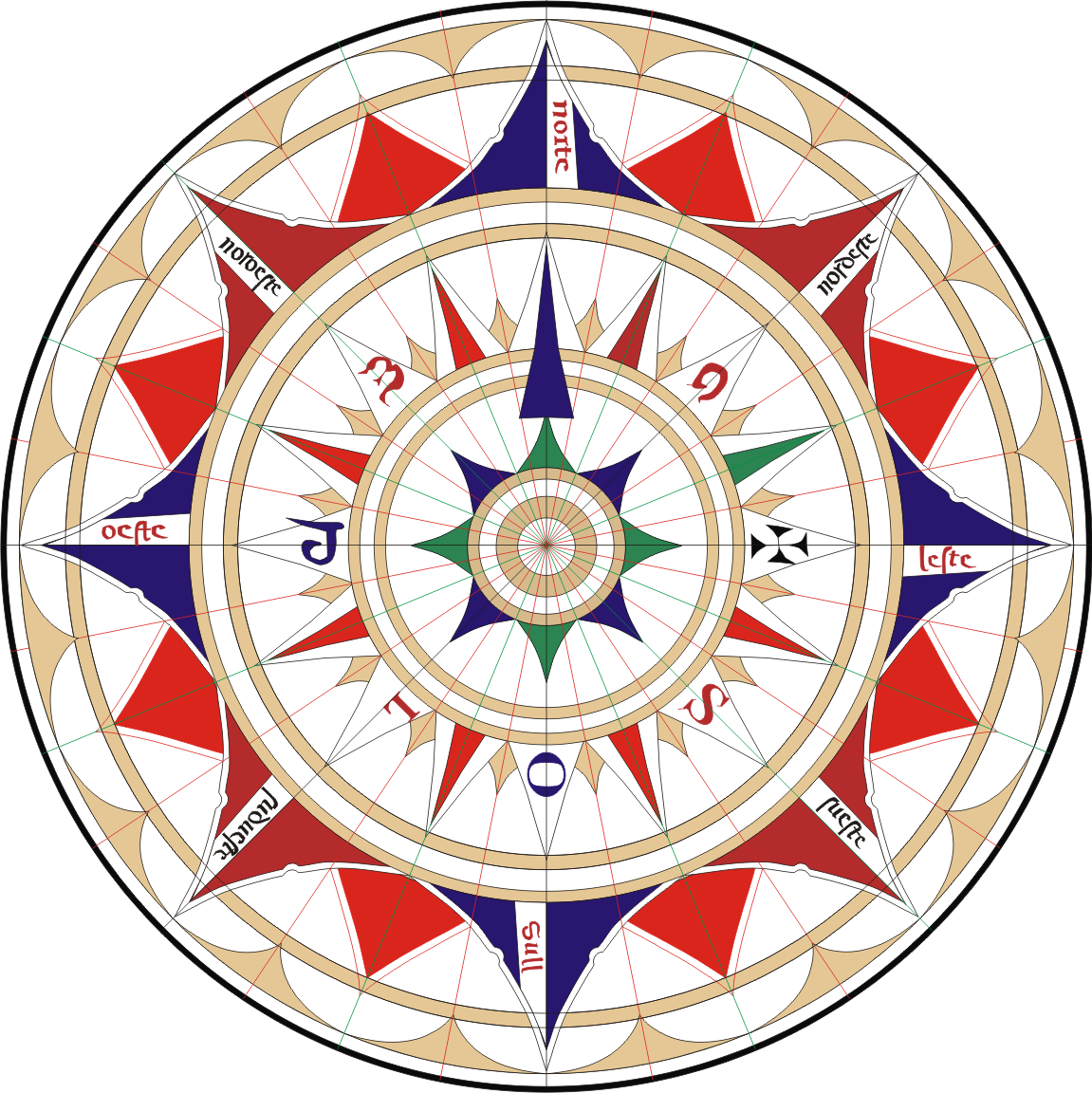
A Jorge de Aguiar térképére (1492) festett szélrózsa másolata

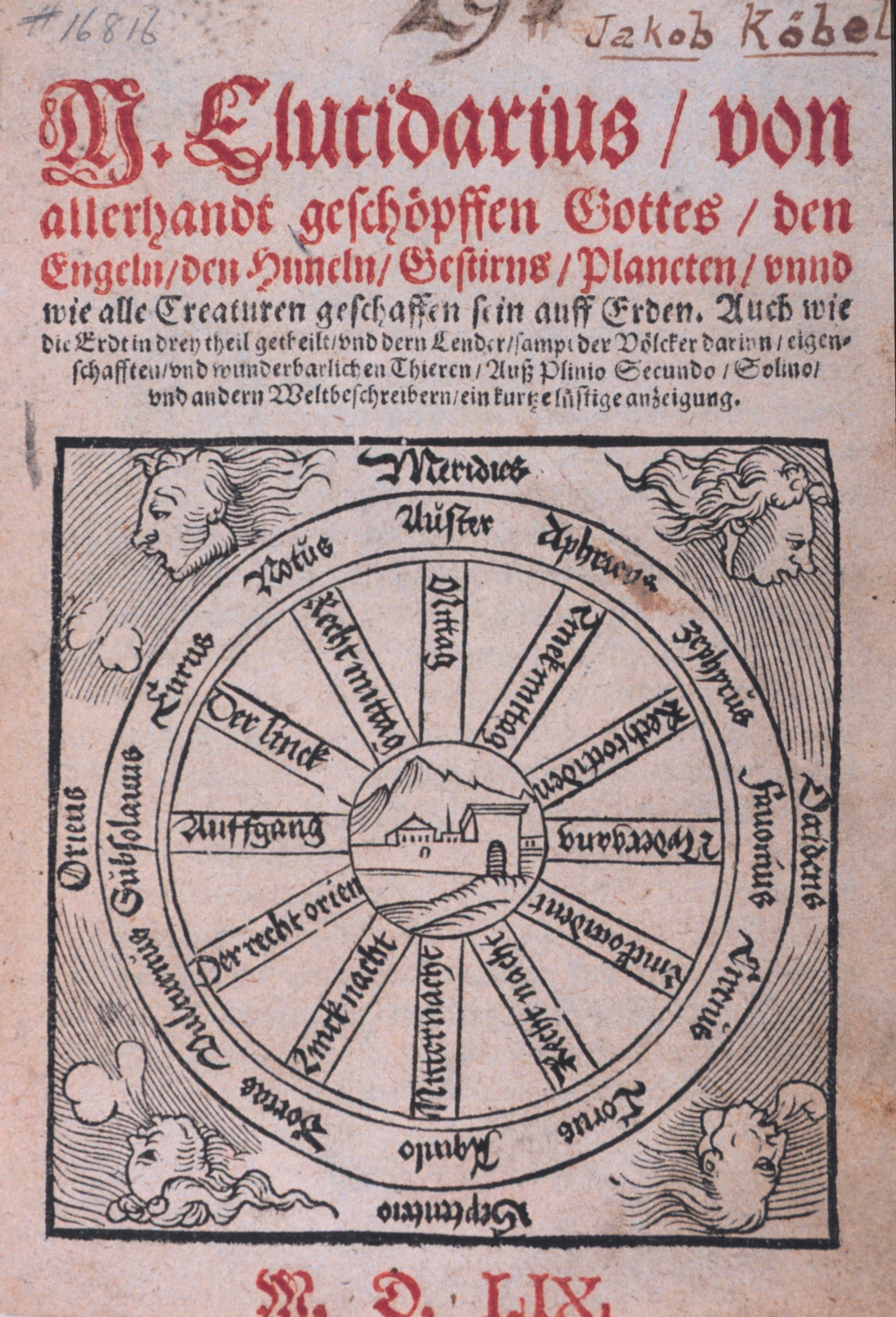
Szélrózsa Meister Elucidarius Népkönyvének 1559-es kiadásában

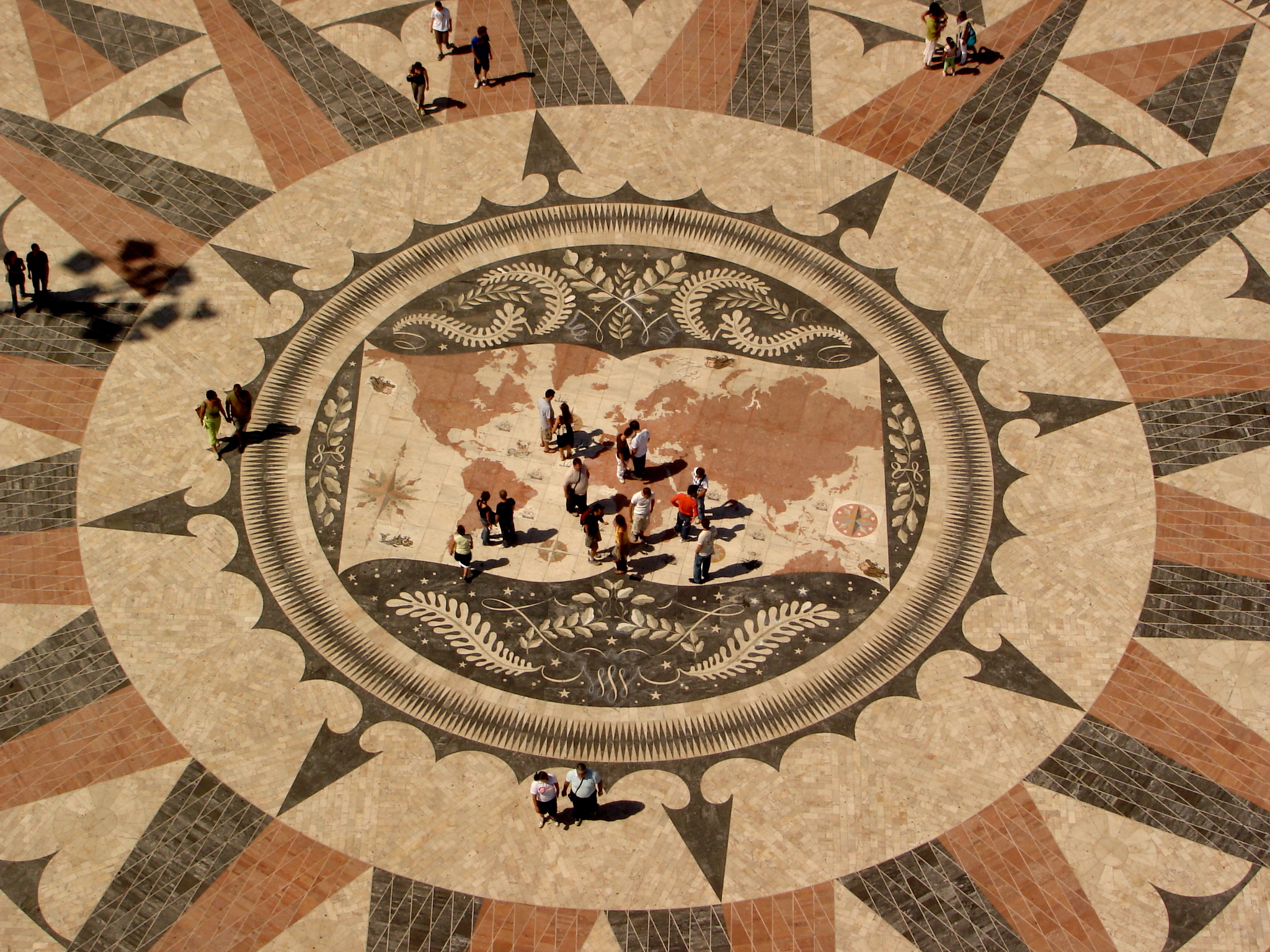
Szélrózsát ábrázoló térburkolat a nagy földrajzi felfedezések emlékműve előtt (Portugália, Lisszabon)

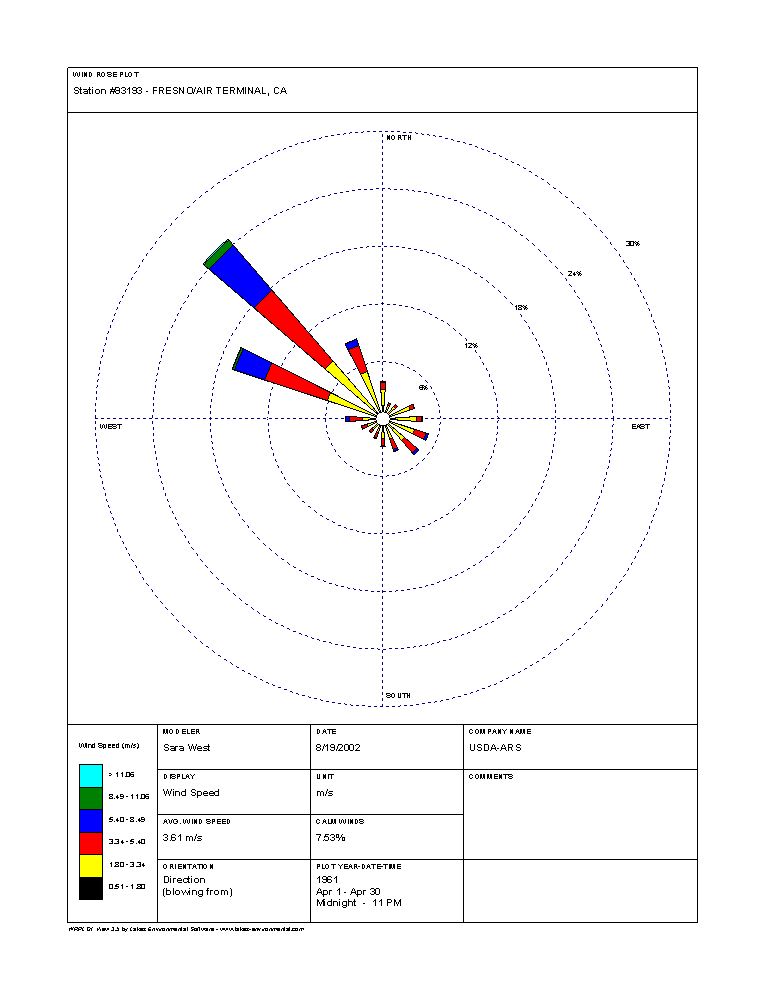
A Fresno Air Terminal repülőtér (Kalifornia, Fresno) szélirányrózsája

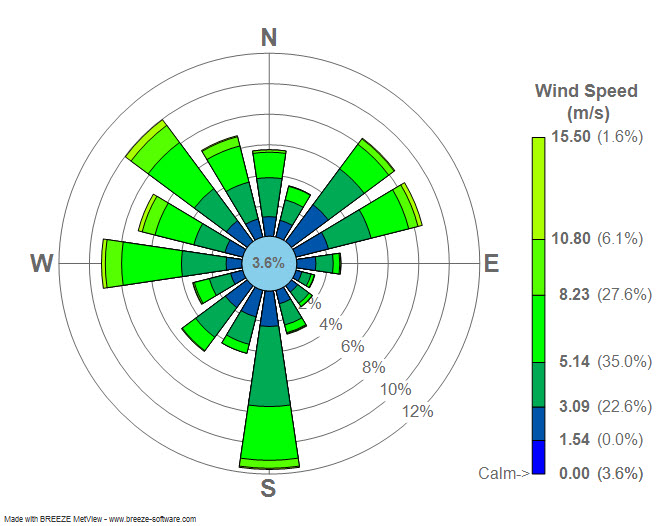
A New York-i LaGuardia repülőtér szélirányrózsája

A szélrózsa (szélskála) a szélirányok jelölésére használt skála – a szél iránya az az irány, amerről a szél fúj.

## Szerkesztése
A látóhatár körét a négy fő égtájnak megfelelően négy egyenlő részre osztjuk fel. A fő világtájak szögfelezőiben helyezzük el a melléktájakat:
- északkelet,
- délkelet,
- délnyugat,
- északnyugat.

Az így kapott nyolc égtáj szögfelezőiben lévő másodrendű világtájak:
- észak-északkelet,
- kelet-északkelet,
- kelet-délkelet,
- dél-délkelet,
- dél-délnyugat,
- nyugat-délnyugat,
- nyugat-északnyugat,
- észak-északnyugat.

## Beosztása
A meteorológiai szakirodalomban az égtájakat általában angol kezdőbetűikkel rövidítik vagy számokkal kódolják 02-től (észak-északkelet) 36-ig (észak) az óramutató járása szerint kettesével emelkedő sorrendben.

## Szélirányrózsa
Az egy-egy helyen a különböző irányú szelek relatív gyakoriságait bemutató kör alapú csillagdiagramok a szélirányrózsák.

## A művészetekben
Mivel a szél irányát hagyományosan iránytűvel határozták meg, a szélrózsát rendszerint a tájoló lapjára festették fel. A térképek tájolását is hagyományosan a lap sarkába festett szélrózsával jelölték. Idővel egyre díszesebben cirkalmazták, mitikus szörnyek, stb. ábrázolásaival díszítették, míg végül többé-kevésbé önálló művészeti motívummá vált.